# Душан Тадић
Душан Тадић (Бачка Топола, 20. новембар 1988) српски је фудбалер. Тренутно наступа за Ел Вахду.
Омладинску каријеру је почео у родној Бачкој Тополи. Касније је прешао у Војводину где је имао деби у сениорском фудбалу. Отишао је у Холандију 2010. придруживши се Гронингену, а две године касније прешао је у Твенте. Године 2014. остварује трансфер у енглеску Премијер лигу потписавши за Саутемптон. У Енглеској је провео четири године да би се 2018. вратио у Холандију, овог пута у дресу Ајакса. У клубу из Амстердама Тадић је оставио највећи траг — постигао је 105 голова и сакупио 112 асистенција у 241 утакмици колико је одиграо за Ајакс. С клубом је трипут освојио првенство и двапут Куп Холандије, а био је и један од главних носилаца Ајаксове екипе која је дошла до полуфинала Лиге шампиона у сезони 2018/19. Био је најбољи стрелац Ередивизије у сезони 2018/19. и најбољи играч Првенства Холадније у сезони 2020/21. Придружио се турском Фенербахчеу 2023.
Тадић је укупно сакупио 111 наступа за репрезентацију Србије по чему је и рекордер. Дебитантски наступ је имао на фудбалском турниру у склопу Олимпијских игара 2008. Своју земљу је представљао и на светским првенствима 2018. и 2022. као и на Европском првенству 2024.

## Клупска каријера

### Војводина
Прве фудбалске кораке је направио у локалном клубу АИК из Бачке Тополе, а од 2002. је члан новосадске Војводине. За сениорски тим Војводине је дебитовао у сезони 2006/07. Своја прва два гола у Суперлиги Србије постиже против Хајдука из Куле, а утакмица се завршила резултатом 2:2. У августу 2007. одиграо је обе утакмице против мадридског Атлетика у другом колу квалификација за Куп УЕФА. Две године касније Тадић је постигао гол на гостовању против Аустрије из Беча у трећем колу квалификација за Лигу Европе. У сезони 2009/10. Тадић је постигао 11 голова и уписао 9 асистенција на 29 одиграних утакмица у свим такмичењима. Крајем 2019. године, Тадић је увршен у тим деценије, по избору навијача Војводине.

### Гронинген
Године 2010, Тадић прелази у холандски Гронинген за 1,55 милиона америчких долара. Дана 8. августа 2010. Тадић је дебитовао за Гронинген у Ередивизији против Ајакса. Одиграо је целу утакмицу и уписао асистенцију, а утакмице се завршила резултатом 2:2. 18. децембра Тадић је постигао свој први гол за Гронинген на гостовању против Екселсиора. Тадић је у сезони 2010/11. одиграо 41 утакмицу, постигао 7 голова и имао 22 асистенције. Он је са 22 асистенције био један од најбољих асистената у Европи. Испред њега су само били Лионел Меси са 25 асистенција и Месут Озил са једном асистенцијом више. У сезони 2011/12. је одиграо 35 утакмица, постигао 7 голова и уписао 10 асистенција. У Ередивизији је провео сваки минут на терену.

### Твенте
Дана 10. априла 2012. Тадић је потписао трогодишњи уговор са Твентеом за 7,7 милиона евра. 12. августа Тадић је на свом дебију за нови клуб постигао 2 гола и уписао две асистенције у победи Твентеа над Гронингеном 4:1. Постигао је један гол и у групној фази Лиге Европе против Хелсинборга. У децембру 2012. проглашен је за најбољег фудбалера Холандије. За две сезоне одиграо је 85 утакмица за Твенте, постигао 32 гола и 36 пута био асистент.

### Саутемптон
У јулу 2014. Тадић је потписао четворогодишњи уговор са енглеским премијерлигашем Саутемптоном. 17. августа Тадић је дебитовао у Премијер лиги против Ливерпула на Енфилду и асистирао Натанијелу Клајну у поразу Саутемптона 2:1. 23. септембара Тадић је постигао свој први гол у дресу Саутемптона са беле тачке против Арсенала на Емирејтсу у победи Саутемптона 1:2 у Лига купу. 23. септембара Тадић је постигао свој први гол у Премијер лиги против Сандерленда и уписао 4 асистенције на тој утакмици у победи Саутемптона 8:0. Тадић је постао 6. играч Премијер лиге који је имао 4 асистенције на једној утакмици, а Саутемптон остварио највећу победу у историји клуба. Првог дана 2015. године Тадић је постигао гол у победи Саутемптона над Арсеналом 2:0. У следећем колу Тадић је ушао у игру у 63. минуту, а само шест минута касније постигао победоносни гол против Манчестер јунајтеда. Саутемптон је остварио прву победу на Олд Трафорду још од 1988. 15. марта је постигао гол са беле тачке против Челсија на Стамфорд бриџу. Своју прву сезону у Енглеској завршио је са 5 голова и 9 асистенција на 37 утакмица.

### Ајакс
Тадић је у јуну 2018. прешао у Ајакс из Амстердама за 11,4 милиона евра. У осмини финала Лиге шампиона против Реал Мадрида имао је сјајну партију забележивши две асистенције и постигавши гол, и на тај начин помогао да Ајакс прође у четвртфинале. Према статистици SofaScore, Тадић је против Реала добио чисту десетку. Он је први Србин који је добио оцену 10 у Лиги шампиона. Француски лист Л‘Екип такође му је дао чисту десетку и тако постао тек девети фудбалер у историји Л'Екипа који је добио максималну оцену. Изабран је за најбољег фудбалера те недеље у Лиги шампиона.
Са Ајаксом је освојио дуплу круну, а био је најбољи стрелац првенства Холандије пошто је постигао 28 голова и поделио је прво место на листи са Луком де Јонгом из ПСВ Ајндховена. По окончању Лиге шампиона за сезону 2018/19, Тадић је изабран у идеални тим тог такмичења сачињен од 20 фудбалера.

## Репрезентација
За сениорску репрезентацију Србије дебитовао је 14. децембра 2008. у пријатељској утакмици против Пољске. 11. септембра 2012. Тадић је постигао свој први гол у дресу репрезентације у Квалификацијама за Светско првенство 2014. против Велса у победи Србије на Карађорђу 6:1.
Био је у саставу Србије на Светском првенству 2018. године у Русији. Наступио је на све три утакмице које је Србија играла у групи на том Светском првенству.
Постигао је важан изједначујући гол против Португалије у Лисабону у последњем колу квалификација за Светско првенство у Катару 2022. године. Србија је прошла на првенство као прва у својој квалификационој групи.
Од 2021. је био капитен репрезентације Србије. Дана 10. септембра 2023. одиграо је стоти меч за Србију против Литваније у Каунасу у квалификацијама за одлазак на Европско првенство 2024.
Каријеру у репрезентацији је завршио 2024. после Европског првенства исте године.

## Статистика

### Клупска
Ажурирано 26. маја 2024.
| Клуб       | Сезона    | Национално првенство | Национално првенство | Национално првенство | Национални куп | Национални куп | Лигашки куп | Лигашки куп | Континентално такмичење | Континентално такмичење | Остало  | Остало | Укупно  | Укупно |
| Клуб       | Сезона    | Ниво                 | Наступи              | Голови               | Наступи        | Голови         | Наступи     | Голови      | Наступи                 | Голови                  | Наступи | Голови | Наступи | Голови |
| ---------- | --------- | -------------------- | -------------------- | -------------------- | -------------- | -------------- | ----------- | ----------- | ----------------------- | ----------------------- | ------- | ------ | ------- | ------ |
| Војводина  | 2006/07.  | Суперлига Србије     | 23                   | 3                    | 5              | 1              | —           | —           | —                       | —                       | —       | —      | 28      | 4      |
| Војводина  | 2007/08.  | Суперлига Србије     | 28                   | 7                    | 1              | 0              | —           | —           | 3                       | 0                       | —       | —      | 32      | 7      |
| Војводина  | 2008/09.  | Суперлига Србије     | 29                   | 9                    | 1              | 0              | —           | —           | 2                       | 0                       | —       | —      | 32      | 9      |
| Војводина  | 2009/10.  | Суперлига Србије     | 27                   | 10                   | 5              | 0              | —           | —           | 2                       | 1                       | —       | —      | 34      | 11     |
| Војводина  | Укупно    | Укупно               | 107                  | 29                   | 12             | 1              | 0           | 0           | 7                       | 1                       | 0       | 0      | 126     | 31     |
| Гронинген  | 2010/11.  | Ередивизија          | 34                   | 7                    | 3              | 0              | —           | —           | —                       | —                       | 4       | 0      | 41      | 7      |
| Гронинген  | 2011/12.  | Ередивизија          | 34                   | 7                    | 1              | 0              | —           | —           | —                       | —                       | —       | —      | 35      | 7      |
| Гронинген  | Укупно    | Укупно               | 68                   | 14                   | 4              | 0              | 0           | 0           | 0                       | 0                       | 4       | 0      | 76      | 14     |
| Твенте     | 2012/13.  | Ередивизија          | 33                   | 12                   | 1              | 0              | —           | —           | 13                      | 3                       | 4       | 1      | 51      | 16     |
| Твенте     | 2013/14.  | Ередивизија          | 33                   | 16                   | 1              | 0              | —           | —           | —                       | —                       | —       | —      | 34      | 16     |
| Твенте     | Укупно    | Укупно               | 66                   | 28                   | 2              | 0              | 0           | 0           | 13                      | 3                       | 4       | 1      | 85      | 32     |
| Саутемптон | 2014/15.  | Премијер лига        | 31                   | 4                    | 3              | 0              | 3           | 1           | —                       | —                       | —       | —      | 37      | 5      |
| Саутемптон | 2015/16.  | Премијер лига        | 34                   | 8                    | 1              | 0              | 2           | 0           | 3                       | 1                       | —       | —      | 40      | 9      |
| Саутемптон | 2016/17.  | Премијер лига        | 33                   | 3                    | 2              | 0              | 4           | 0           | 5                       | 0                       | —       | —      | 44      | 3      |
| Саутемптон | 2017/18.  | Премијер лига        | 36                   | 6                    | 4              | 1              | 1           | 0           | —                       | —                       | —       | —      | 41      | 7      |
| Саутемптон | Укупно    | Укупно               | 134                  | 21                   | 10             | 1              | 10          | 1           | 8                       | 1                       | 0       | 0      | 162     | 24     |
| Ајакс      | 2018/19.  | Ередивизија          | 34                   | 28                   | 4              | 1              | —           | —           | 18                      | 9                       | —       | —      | 56      | 38     |
| Ајакс      | 2019/20.  | Ередивизија          | 25                   | 11                   | 4              | 2              | —           | —           | 12                      | 3                       | 1       | 0      | 42      | 16     |
| Ајакс      | 2020/21.  | Ередивизија          | 34                   | 14                   | 5              | 3              | —           | —           | 12                      | 5                       | —       | —      | 51      | 22     |
| Ајакс      | 2021/22.  | Ередивизија          | 34                   | 13                   | 3              | 1              | —           | —           | 7                       | 2                       | 1       | 0      | 45      | 16     |
| Ајакс      | 2022/23.  | Ередивизија          | 34                   | 11                   | 5              | 2              | —           | —           | 7                       | 0                       | 1       | 0      | 47      | 13     |
| Ајакс      | Укупно    | Укупно               | 161                  | 77                   | 21             | 9              | 0           | 0           | 56                      | 19                      | 3       | 0      | 241     | 105    |
| Фенербахче | 2023/24.  | Суперлига Турске     | 38                   | 10                   | 2              | 0              | —           | —           | 16                      | 6                       | 0       | 0      | 56      | 16     |
| Свеукупно  | Свеукупно | Свеукупно            | 574                  | 179                  | 51             | 11             | 10          | 1           | 100                     | 30                      | 11      | 1      | 746     | 222    |

1. ↑  Подразумева Куп Србије, Куп Холандије, ФА куп, Куп Турске
2. ↑  Подразумева Лигашки куп Енглеске
3. 1 2  Подразумева наступе у Купу УЕФА
4. 1 2 3 4  Подразумева наступе у УЕФА Лиги Европе
5. 1 2  Подразумева наступе у доигравању Ередивизије за учешће у УЕФА Лиги Европе
6. 1 2  Подразумева наступе у УЕФА Лиги шампиона
7. ↑  Подразумева десет наступа у УЕФА Лиги шампиона и два наступа у УЕФА Лиги Европе
8. 1 2 3  Подразумева наступе у Суперкупу Холандије
9. ↑  Подразумева шест наступа и два гола у УЕФА Лиги шампиона и шест наступа и три гола у УЕФА Лиги Европе
10. ↑  Подразумева пет наступа у УЕФА Лиги шампиона и два наступа у УЕФА Лиги Европе
11. ↑  Подразумева наступе у УЕФА Лиги конференције

### Репрезентативна
| Репрезентација | Година | Наступи | Голови |
| -------------- | ------ | ------- | ------ |
| Србија         | 2008.  | 1       | 0      |
| Србија         | 2010.  | 1       | 0      |
| Србија         | 2012.  | 9       | 1      |
| Србија         | 2013.  | 10      | 4      |
| Србија         | 2014.  | 8       | 1      |
| Србија         | 2015.  | 6       | 0      |
| Србија         | 2016.  | 7       | 5      |
| Србија         | 2017.  | 7       | 1      |
| Србија         | 2018.  | 12      | 2      |
| Србија         | 2019.  | 6       | 2      |
| Србија         | 2020.  | 6       | 0      |
| Србија         | 2021.  | 9       | 2      |
| Србија         | 2022.  | 12      | 2      |
| Србија         | 2023.  | 10      | 2      |
| Србија         | 2024.  | 7       | 1      |
| Укупно         | Укупно | 111     | 23     |

Голови Србије су наведени на првом месту. Колона „гол” означава резултат на утакмици након Тадићевог гола.
| #   | Датум               | Место                | Противник       | Гол   | Резултат | Такмичење                                 |
| --- | ------------------- | -------------------- | --------------- | ----- | -------- | ----------------------------------------- |
| 1.  | 11. септембар 2012. | Нови Сад, Србија     | Велс            | 4 : 1 | 6 : 1    | Квалификације за Светско првенство 2014.  |
| 2.  | 6. фебруар 2013.    | Никозија, Кипар      | Кипар           | 1 : 1 | 3 : 1    | Пријатељска утакмица                      |
| 3.  | 6. фебруар 2013.    | Никозија, Кипар      | Кипар           | 2 : 1 | 3 : 1    | Пријатељска утакмица                      |
| 4.  | 11. октобар 2013.   | Нови Сад, Србија     | Јапан           | 1 : 0 | 2 : 0    | Пријатељска утакмица                      |
| 5.  | 15. октобар 2013.   | Јагодина, Србија     | Македонија      | 4 : 0 | 5 : 1    | Квалификације за Светско првенство 2014.  |
| 6.  | 26. мај 2014.       | Харисон, САД         | Јамајка         | 1 : 0 | 2 : 1    | Пријатељска утакмица                      |
| 7.  | 25. мај 2016.       | Ужице, Србија        | Кипар           | 2 : 0 | 2 : 1    | Пријатељска утакмица                      |
| 8.  | 31. мај 2016.       | Нови Сад, Србија     | Израел          | 3 : 1 | 3 : 1    | Пријатељска утакмица                      |
| 9.  | 5. септембар 2016.  | Београд, Србија      | Република Ирска | 2 : 1 | 2 : 2    | Квалификације за Светско првенство 2018.  |
| 10. | 6. октобар 2016.    | Кишињев, Молдавија   | Молдавија       | 3 : 0 | 3 : 0    | Пријатељска утакмица                      |
| 11. | 9. октобар 2016.    | Београд, Србија      | Аустрија        | 3 : 2 | 3 : 2    | Пријатељска утакмица                      |
| 12. | 24. март 2017.      | Тбилиси, Грузија     | Грузија         | 1 : 1 | 3 : 1    | Пријатељска утакмица                      |
| 13. | 23. март 2018.      | Торино, Италија      | Мароко          | 1 : 1 | 1 : 2    | Пријатељска утакмица                      |
| 14. | 7. септембар 2018.  | Вилњус, Литванија    | Литванија       | 1 : 0 | 1 : 0    | УЕФА Лига нација 2018/19.                 |
| 15. | 25. март 2019.      | Лисабон, Португалија | Португалија     | 1 : 0 | 1 : 1    | Квалификације за Европско првенство 2020. |
| 16. | 17. новембар 2019.  | Београд, Србија      | Украјина        | 1 : 0 | 2 : 2    | Квалификације за Европско првенство 2020. |
| 17. | 12. октобар 2021.   | Београд, Србија      | Азербејџан      | 3 : 1 | 3 : 1    | Квалификације за Светско првенство 2022.  |
| 18. | 14. новембар 2021.  | Лисабон, Португалија | Португалија     | 1 : 1 | 2 : 1    | Квалификације за Светско првенство 2022.  |
| 19. | 18. новембар 2022.  | Рифа, Бахреин        | Бахреин         | 1 : 0 | 5 : 1    | Пријатељска утакмица                      |
| 20. | 18. новембар 2022.  | Рифа, Бахреин        | Бахреин         | 2 : 1 | 5 : 1    | Пријатељска утакмица                      |
| 21. | 24. март 2023.      | Београд, Србија      | Литванија       | 1 : 0 | 2 : 0    | Квалификације за Европско првенство 2024. |
| 22. | 17. октобар 2023.   | Београд, Србија      | Црна Гора       | 3 : 1 | 3 : 1    | Квалификације за Европско првенство 2024. |
| 23. | 8. јун 2024.        | Френдс арена, Солна  | Шведска         | 3 : 0 | 3 : 0    | Пријатељска утакмица                      |

## Успеси

### Клупски
Ајакс
- Првенство Холандије (3) : 2018/19, 2020/21, 2021/22.
- Куп Холандије (2) : 2018/19, 2020/21.
- Суперкуп Холандије (1) : 2019.

### Индивидуални
Србија
- Првенство Србије — идеални тим сезоне (1): 2009/10.
- Српски фудбалер године (3): 2016, 2019, 2021.
- Изабран у идеални тим Квалификација за Светско првенство 2022.[41]

Холандија
- Ередивизија — идеални тим сезоне (3): 2013/14, 2018/19, 2020/21.
- Ередивизија — најбољи стрелац (1): 2018/19.
- Ередивизија — најбољи асистент (5): 2010/11, 2013/14, 2018/19,  2019/20, 2020/21.
- Ајакс — најбољи играч (1): 2020/21.
- Најбољи фудбалер у Холандији (1): 2020/21.

Европа
- УЕФА Лига шампиона — идеални тим сезоне (1): 2018/19.
- УЕФА Лига Европе — идеални тим сезоне (1): 2020/21.

## Приватни живот
Његов отац Петар био је фудбалски судија, а сестре Драгана и Јелена играле су кошарку и рукомет. Ожењен је са Драганом Тадић, имају сина Петра и кћерку Тару.